# Merindilogum

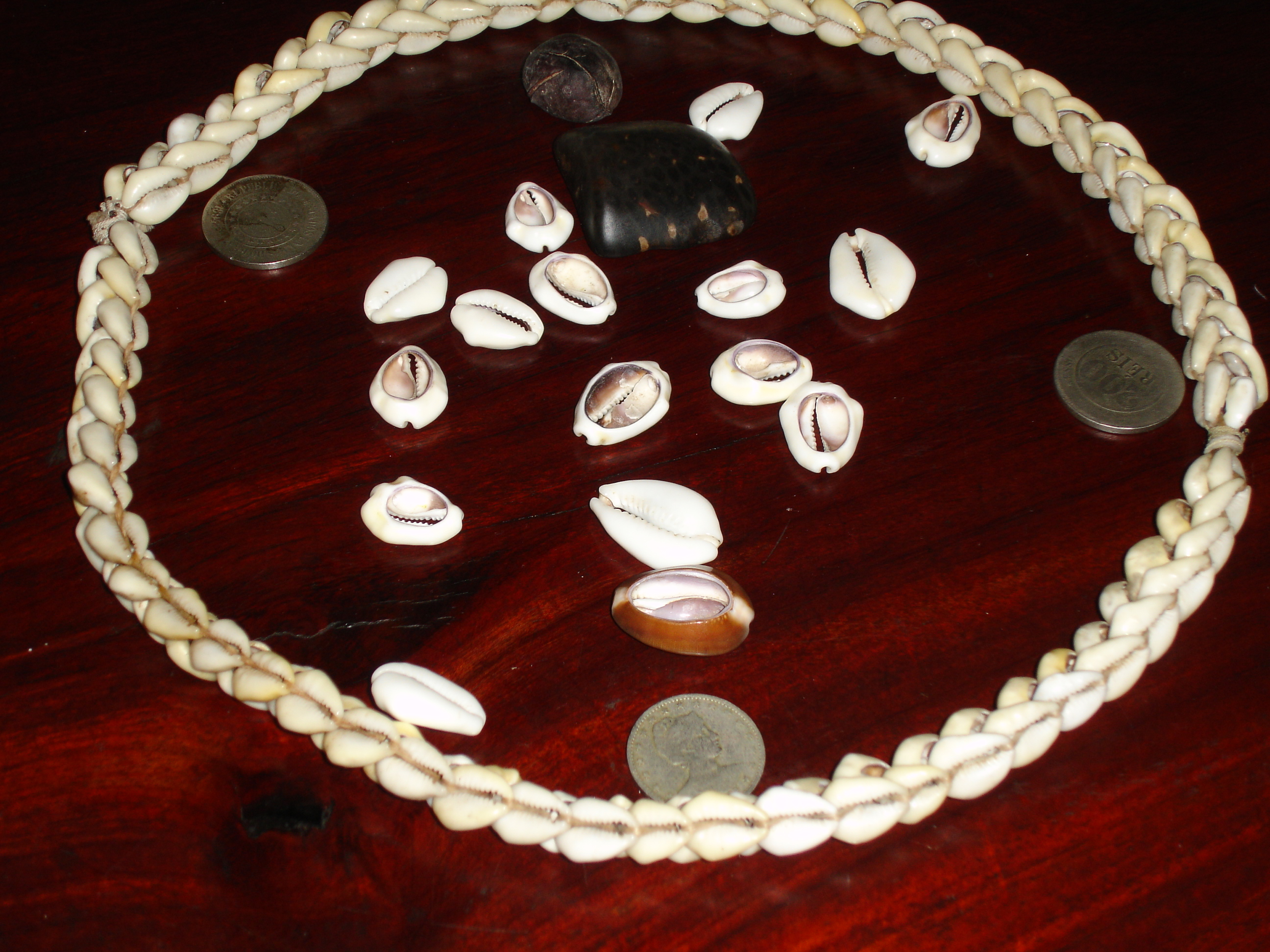
Merindilogum

Merindilogum (lit. "dezesseis"), que deriva de erindinlogum (erindinlogun) ou edilogom, é um sistema divinatório utilizado na África pelos iorubás. É um dos muitos métodos divinatórios utilizado pelos Babalorixás e Ialorixás que conta com 16 búzios. Nele ocorre a interpretação das caídas dos búzios por odu e (cada odu indica diversas passagens) de acordo com a mitologia iorubá.
No merindilogum, os Orixás são os intermediários entre Olodumarê e seres humanos. As caídas são dadas conforme a quantidade de búzios abertos e fechados resultante de cada arremesso. A resposta para cada quantidade de búzios abertos e fechados, corresponde um odu e deve ser interpretado, transmitindo-se ao consulente tanto o significado da caída, quanto o que deve ser feito para solucionar o problema.

## Caída de Búzios

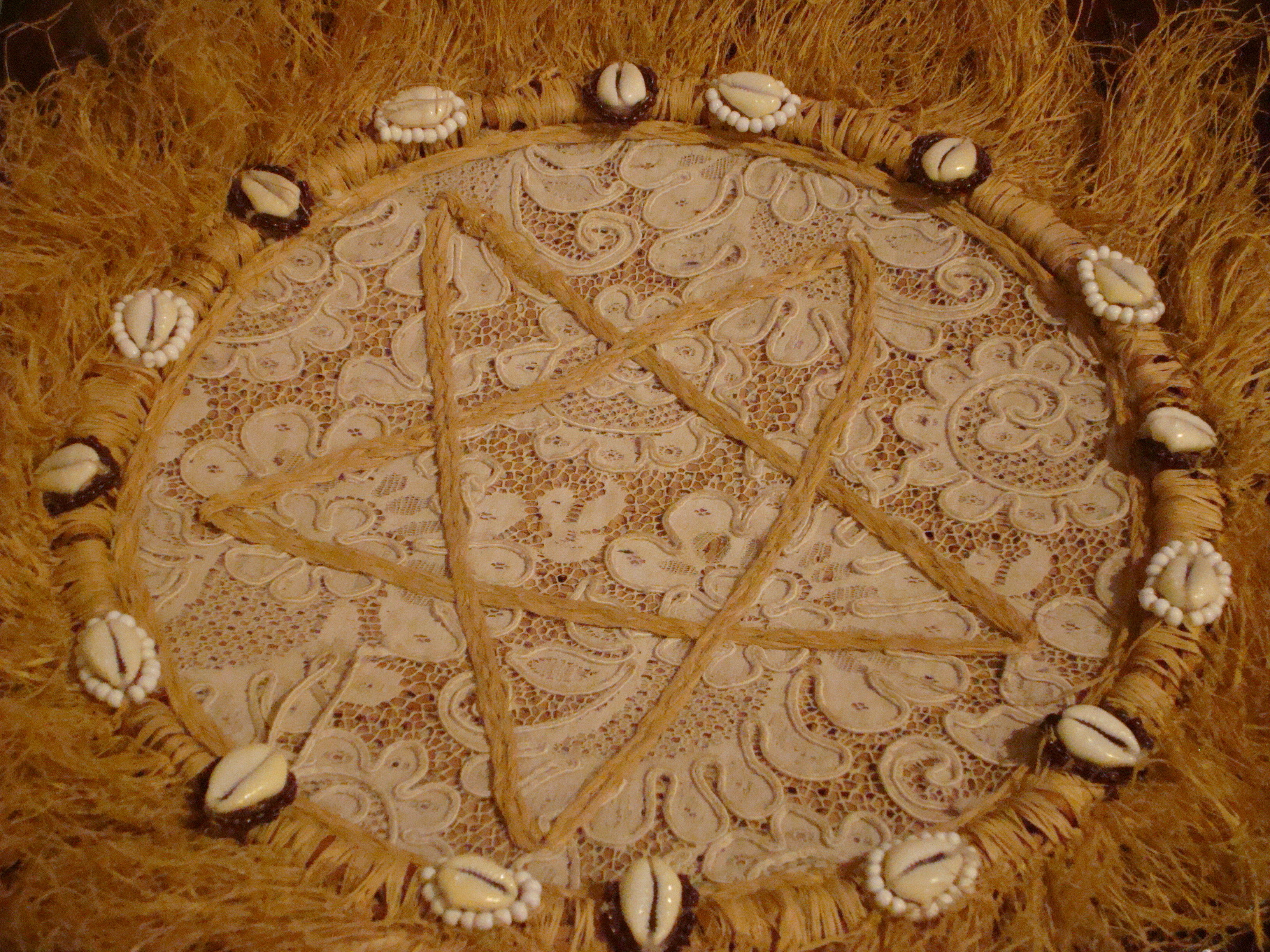
Merindilogum

1. Um búzio aberto - Ocarã
2. Dois búzios abertos - Ejiocô
3. Três búzios abertos - Etaogundá
4. Quatro búzios abertos - Irossum
5. Cinco búzios abertos - Oxê
6. Seis búzios abertos - Obará
7. Sete búzios abertos - Odi
8. Oito búzios abertos - Ejionilê
9. Nove búzios abertos - Ossá
10. Dez búzios abertos - Ofum
11. Onze búzios abertos - Ouarim
12. Doze búzios abertos - Ejilaxeborá
13. Treze búzios abertos - Icá
14. Quatorze búzios abertos - Ejilobom
15. Quinze búzios abertos - Obeogundá
16. Dezesseis búzios abertos - Ejibê

## História
Em 1830  em Salvador, Bahia, eram raros os que tinham a função do jogo de búzios por odu, que era consultado apenas para os desígnios do plano divino, diferente do tempo atual que é procurado para resolução de vários tipos de problemas inerentes aos conflitos existenciais, e a busca de conhecer seus procedimentos, e que encanta não só ao povo do santo.
O jogo de búzios instituído no Brasil contribuiu para a organização do candomblé, sofrendo transformação para ser utilizado pelas mulheres e no futuro, por todos os dirigentes de candomblés que vieram a ser formados. Esta nova modalidade foi feita por Iá Nassô e Babá Assicã que depois de libertos da escravidão, viajaram para a África e voltaram depois de sete anos. Esta simplificação tornou-se menos complexa, promovendo uma mudança radical de status religiosos. Os Babalorixá e Ialorixá são independentes, dirigentes de seus próprios terreiros de candomblé. babalaô, é o título aplicado somente para quem joga o Ifá ou opelé-ifá.
Por outro lado os sacerdotes de nações Bantos que já tinham seu próprio jogo de búzios e não eram orientados pelas caídas de Odu, nessa ocasião passaram a mesclar seu jogo, ora por caída ora por Odu, mas muitos deles optaram por continuar usando seus métodos de jogo, mantendo suas tradições.